# Batracomorphus anubis
Batracomorphus anubis är en insektsart som beskrevs av Knight 1983. Batracomorphus anubis ingår i släktet Batracomorphus och familjen dvärgstritar. Inga underarter finns listade i Catalogue of Life.